# Marc Minuci Rufus (tribú)
Marc Minuci Rufus (llatí: Marcus Minucius Q. f. Rufus) va ser un polític romà del segle ii aC. Formava part de la branca plebea de la gens Minúcia.
Va ser tribú de la plebs l'any 121 aC. Va presentar una llei contra les propostes de Gai Grac, que Grac va replicar en un discurs que es va conservar en èpoques posteriors titulat De lege Minucia. Aquest Marc Minuci i el seu germà Quint es mencionen com a àrbitres entre els habitants de Gènova i els de Viturii segons una inscripció descoberta el 1506 prop de la primera d'aquestes ciutats. La inscripció diu: Q. et M. Minuciorum Sententia inter Genuates et Viturios dicta.